# DSLinux
Se Damn Small Linux för den kompakta linuxvarianten för normala datorer.
DSLinux är en variant av Linux avsedd att användas på spelkonsolen Nintendo DS. Kärnan är en modifierad variant av μClinux.